# Maburaho
Maburaho (まぶらほ) là loạt light novel do Tsukiji Toshihiko thực hiện và Komatsu Eeji minh họa. Loạt tiểu thuyết đã đăng trên tạp chí Gekkan Dragon từ tháng 10 năm 2001. Cốt truyện lấy bối cảnh tại thế giới nơi mà phép thuật và khoa học cùng tồn tại với nhau và xoay quanh Shikimori Kazuki một nam sinh năm thứ hai vốn không thể sử dụng được nhiều phép thuật nhưng khi sử dụng phép thuật sức mạnh của cậu có thể tác động lên một phạm vi rất rộng và rất mạnh. Cuộc sống của cậu yên bình cho đến khi một cô gái xuất hiện và nói cô là vợ của cậu, sau đó thêm hai cô gái nữa xuất hiện và cuộc sống của cậu trở nên rối tung lên khi được cho biết là mã gen của cậu có thể tạo ra một pháp sư hùng mạnh vì thế cậu trở thành mục tiêu của nhiều người. Dù cuộc sống rối lên nhưng Kazuki vẫn cố gắng giúp đỡ mọi người và hiểu về họ nhiều hơn.
Loạt tiểu thuyết này cũng đã được chuyển thể thành loạt manga do Miyashita Miki minh họa và đăng trên tạp chí Gekkan Dragon Age. J.C.Staff thì thực hiện hiện chuyển thể anime và phát sóng tại Nhật Bản từ ngày 14 tháng 10 năm 2003 đến ngày 06 tháng 4 năm 2004.

## Sơ lược cốt truyện
Maburaho lấy bối cảnh ở một thế giới mà mọi nhân vật đều có khả năng sử dụng phép thuật , tuy nhiên phép thuật của mỗi người không giống nhau. Mỗi người trong câu chuyện có một mức độ phép thuật khác nhau và một số lần nhất định mà họ có thể sử dụng phép thuật của mình. Một người bình thường có thể sử dụng phép thuật ít hơn một trăm lần, tuy nhiên một số người có thể sử dụng phép thuật hàng nghìn lần. Do đó, địa vị xã hội của một người được xác định bởi số lần người đó có thể thực hiện phép thuật. Nếu ai đó sử dụng hết phép thuật của mình, cơ thể của họ sẽ biến thành tro bụi và bị gió cuốn đi.
Đầu tiên, bộ truyện giới thiệu cho chúng ta Kazuki Shikimori, một học sinh năm thứ hai của một trường phép thuật ưu tú, Học viện Aoi. Tuy nhiên, không giống như các bạn cùng lớp, Kazuki chỉ có thể sử dụng phép thuật của mình tám lần trước khi biến thành cát bụi. Kết quả là, anh ta đứng cuối bảng xếp hạng xã hội của trường. Tuy nhiên, mọi thứ thay đổi vào một ngày nọ khi Yuna Miyama xuất hiện trong phòng ký túc xá của anh ấy và tuyên bố rằng cô ấy là vợ của anh ấy. Một lúc sau, Kuriko Kazetsubaki và Rin Kamishiro xuất hiện tại ký túc xá của Kazuki, khi Kuriko Kazetsubaki đến để lấy gen của anh ta còn Rin Kamishiro đến để giết anh ta để thoát khỏi nghĩa vụ kết hôn với anh ta. Kazuki biết rằng mình là hậu duệ của hầu hết các pháp sư vĩ đại nhất thế giới từ cả thế giới phương đông và phương tây. Mặc dù anh ta có số lượng phép thuật yếu, nhưng con cái của anh ta có tiềm năng trở thành một pháp sư mạnh mẽ.
Mặc dù số lượng phép thuật của anh ấy yếu, nhưng mỗi câu thần chú anh ấy thực hiện được coi như một sự kiện hoành tráng. Phép thuật của Kazuki được coi là phép thuật mạnh nhất trên thế giới có thể đạt được điều kỳ diệu. Do lòng tốt của Kazuki, số lần sử dụng phép thuật của anh ấy bắt đầu giảm xuống khi anh ấy sử dụng phép thuật của mình thay cho từng cô gái. Đầu tiên là làm cho tuyết rơi vào giữa mùa hè để khiến Yuna vui lên. Thứ hai bằng cách kéo Yuna ra khỏi vòng xoáy cũng hợp nhất ký túc xá nam và nữ với nhau. Kazuki lại sử dụng phép thuật của mình để tiêu diệt hai con Behemoth để cứu Kuriko, người đã không thể đánh bại chúng. Và sau đó, Kazuki đảo ngược thời gian để cứu hộp cơm tự làm của Rin. Anh ấy cũng sử dụng nó để cứu người bạn thời thơ ấu của mình Chihaya Yamase sau khi một con quái vật được các bạn cùng lớp của Kazuki triệu hồi xuất hiện tại lễ hội trường. Không lâu sau, Yuna vô tình giải phóng một loại virus retrovirus không thể chữa được vào chính mình, loại virus này cũng tạo ra một bản sao của cô ấy với những phẩm chất trái ngược với tất cả các phẩm chất của cô ấy (ví dụ: Yuna thật yêu Kazuki, bản sao muốn giết anh ấy). Kazuki sử dụng phép thuật thứ sáu của mình để tiêu diệt bản sao. Cuối cùng, Kazuki sử dụng hai lần tấn công cuối cùng của mình để cứu mạng Yuna khỏi virus.
Mỗi sự kiện đều để lại ấn tượng cho các cô gái và họ cố gắng ngăn Kazuki sử dụng thêm bất kỳ phép thuật nào của mình và cuối cùng tìm cách tăng số lượng phép thuật của mình. Tuy nhiên, những nỗ lực của họ đã thất bại khi giữa chừng bộ truyện, Kazuki sử dụng phép thuật cuối cùng của mình để cứu Yuna khỏi retrovirus ma thuật. Tuy nhiên, trong khi Kazuki biến thành tro và rải rác, hồn ma của anh vẫn còn.
Tại thời điểm này của câu chuyện, Shino Akai xuất hiện để bắt Kazuki và thêm anh vào bộ sưu tập ma của cô. Các cô gái cố gắng bảo vệ Kazuki khỏi Shino và cuối cùng biết rằng tro cốt của Kazuki đã được rải vào trái tim của mỗi người. Nhưng trước khi tro cốt của Kazuki được trả lại hoàn toàn cho anh ấy, Shino đã thông báo cho Rin và sau đó là những cô gái còn lại rằng đây không phải là lần đầu tiên tro cốt của ai đó bị rải và sau đó được phục hồi. Tuy nhiên, khi tro cốt của Kazuki được trả lại cho anh ấy và cơ thể của anh ấy được phục hồi, anh ấy sẽ mất hết ký ức. Biết được điều này, các cô gái vẫn trả lại tro cốt của Kazuki cho anh ấy. Ở phần cuối của bộ anime, người ta thấy rằng thay vì mất ký ức do tác dụng phụ của quá trình phục hồi cơ thể, Kazuki giờ đã chia thành mười cơ thể khác nhau.
Trong tiểu thuyết, tác dụng phụ của việc Kazuki được phục hồi là có được một cơ thể phép thuật đặc biệt có thể gây ra thảm họa cho toàn thế giới nếu cậu giải phóng sức mạnh phép thuật của mình. Một tác dụng phụ khác của quá trình phục hồi của Kazuki là sức mạnh ma thuật của anh ấy thỉnh thoảng tràn ra ngoài, gây ra những rủi ro nhỏ và đôi khi là hỗn loạn lớn.

## Truyền thông

### Light novel
Loạt light novel do Tsukiji Toshihiko thực hiện và Komatsu Eeji minh họa. Loạt tiểu thuyết đã đăng trên tạp chí Gekkan Dragon từ tháng 10 năm 2001 và hiện vẫn còn xuất bản. Fujimi Shobo sau đó đã tập hợp các chương lại và phát hành thành các bunkobon tính đến tháng 9 năm 2012 thì đã có 30 tập được phát hành. Trong đó có 4 tập truyện dài, 20 tập truyện ngắn, 1 tập ngoại truyện dài và 5 tập ngoại truyện.

### Drama CD
Dragon Magazine đã phát hành một loạt 3 đĩa drama CD có tên Barentain CD (バレンタインCD) được phân phối bằng việc đính kèm với tạp chí đặc trước và giao qua thư tín. Đĩa đầu tiên đính kèm với tạp chí phát hành vào tháng 4, đĩa thứ hai đính kèm tạp chí pháng hành tháng 7 và đĩa cuối cùng phát hành đính kèm tạp chí phát hành tháng 10 tất cả đều trong năm 2002, bộ hộp chứa cả ba đĩa drama CD này được phát hành vào tháng 2 năm 2003.

### Manga
Miyashita Miki đã minh họa chuyển thể manga của loạt tiểu thuyết và đăng trên tạp chí Gekkan Dragon Age của Kadokawa Shoten. Kadokawa Shoten sau đó đã tập hợp các chương lại và phát hành thành 2 tankōbon vào tháng 12 năm 2003 và ngày 25 tháng 12 năm 2004, một ấn bản đặc biệt đã được phát hành vào ngày 15 tháng 12 năm 2004. Ấn bản màu 2 tập của loạt manga cũng đã được phát hành vào ngày 01 tháng 9 năm 2005 và ngày 29 tháng 8 năm 2006. ADV Manga đã đăng ký bản quyền phiên bản tiếng Anh của loạt mang để phát hành tại thị trường Bắc Mỹ còn Madman Entertainment đăng ký tại Úc và New Zealand.

### Sách
Hai cuốn sách artbook dành cho người đã được phát hành. Cuốn đầu tiên có tựa Choukai! Maburaho (超解！まぶらほ) đã phát hành vào tháng 9 năm 2003. Cuốn thứ hai có tựa MABURAHO SPECIAL đã phát hành vào tháng 3 năm 2005.

### Anime
J.C.Staff đã thực hiện chuyển thể anime và phát trên kênh WOWOW từ ngày 14 tháng 10 năm 2003 đến ngày 06 tháng 4 năm 2004 với 24 tập. ADV Films đã đăng ký bản quyền tiếng Anh của bộ anime để tiến hành phân phối tại thị trường Bắc Mỹ, Madman Entertainment thì đăng ký tại Úc và New Zealand còn Proware Multimedia International thì đăng ký tại Đài Loan.

### Âm nhạc
Bộ anime có hai bài hát chủ đề, một mở đầu và một kết thúc. Bài hát mở đầu có tên Koi no MAHOU (恋のマホウ) do ICHIKO trình bày, bài hát kết thúc có tên We'd Get There Someday cũng do ICHIKO trình bày nhưng ở tập cuối thì bài hát được trình bày bởi 3 nhân vật nữ chính. Đĩa đơn chứa bài hát mở đầu và kết thúc đã phát hành vào ngày 19 tháng 11 năm 2003. Hai album chứa các bản nhạc dùng trong bộ anime đã phát hành vào ngày 21 tháng 1 và 24 tháng 3 năm 2004.
Ba album do ba nhân vật nữ chính trình bày đã phát hành vào ngày 21 tháng 4 năm 19 tháng 5 và ngày 23 tháng 6 năm 2004. Một album do cả ba nhân vật trình bày đã phát hành vào ngày 17 tháng 11 năm 2004. Một album gồm 5 đĩa có tên MABURAHO Essential CD Box tập hợp các bản nhạc dùng trong bộ anime với hai đĩa, album do cả ba nhân vật trình bày, một đĩa chứa các đoạn drama và một chứa các đoạn drama cùng một số bài hát mới phát hành vào ngày 24 tháng 3 năm 2006.
| Koi no Mahou ("Maburaho" Opening・Theme) 恋のマホウ(「まぶらほ」オープニング・テーマ) | Koi no Mahou ("Maburaho" Opening・Theme) 恋のマホウ(「まぶらほ」オープニング・テーマ) | Koi no Mahou ("Maburaho" Opening・Theme) 恋のマホウ(「まぶらほ」オープニング・テーマ) |
| STT                                                                                   | Nhan đề                                                                               | Thời lượng                                                                            |
| ------------------------------------------------------------------------------------- | ------------------------------------------------------------------------------------- | ------------------------------------------------------------------------------------- |
| 1.                                                                                    | "Koi no Mahou (恋のマホウ)"                                                           | 3:57                                                                                  |
| 2.                                                                                    | "We'd get there someday"                                                              | 4:39                                                                                  |
| 3.                                                                                    | "Koi no Mahou (Karaoke) (恋のマホウ(カラオケ))"                                       | 3:56                                                                                  |
| 4.                                                                                    | "We'd get there someday (Karaoke) (We'd get there someday(カラオケ))"                 | 4:38                                                                                  |
| Tổng thời lượng:                                                                      | Tổng thời lượng:                                                                      | 17:12                                                                                 |

| WOWOW Anime "Maburaho" Original Soundtrack (WOWOWアニメーション「まぶらほ」 オリジナルサウンドトラック) | WOWOW Anime "Maburaho" Original Soundtrack (WOWOWアニメーション「まぶらほ」 オリジナルサウンドトラック) | WOWOW Anime "Maburaho" Original Soundtrack (WOWOWアニメーション「まぶらほ」 オリジナルサウンドトラック) |
| STT | Nhan đề                                                                                                 | Thời lượng                                                                                              |
| --- | --- | --- |
| 1. | "Memory of a little girl - theme of yuuna"                                                              | 1:45 |
| 2. | "I'm kazuki shikimori..."                                                                               | 1:31 |
| 3. | "Koi no Mahou - TV edit (恋のマホウ - TV edit)"                                                         | 1:33 |
| 4. | "I'm your wife"                                                                                         | 1:11 |
| 5. | "Good morning"                                                                                          | 1:33 |
| 6. | "Strange thing"                                                                                         | 1:09 |
| 7. | "Sexy lady - theme of kuriko"                                                                           | 1:36 |
| 8. | "Samurai girl - theme of rin"                                                                           | 2:02 |
| 9. | "Y vs K & R"                                                                                            | 1:33 |
| 10. | "Mataaaaaari!"                                                                                          | 1:10 |
| 11. | "Trouble makers"                                                                                        | 1:26 |
| 12. | "Masquerade costume play show"                                                                          | 1:33 |
| 13. | "Magic battle"                                                                                          | 1:29 |
| 14. | "What's my identity?"                                                                                   | 1:35 |
| 15. | "Sad song"                                                                                              | 1:40 |
| 16. | "Snow falls -theme of yuuna 2"                                                                          | 2:05 |
| 17. | "Peaceful days"                                                                                         | 1:33 |
| 18. | "Story out & in"                                                                                        | 0:15 |
| 19. | "Old friend - theme of chihaya"                                                                         | 2:22 |
| 20. | "Mysterious feel"                                                                                       | 1:52 |
| 21. | "Under cover"                                                                                           | 1:55 |
| 22. | "Crisis"                                                                                                | 2:04 |
| 23. | "Big battle"                                                                                            | 1:36 |
| 24. | "Secret of power"                                                                                       | 1:52 |
| 25. | "Honeymoon days"                                                                                        | 2:00 |
| 26. | "To be continued"                                                                                       | 1:02 |
| 27. | "We'd get there someday-TV edit"                                                                        | 1:32 |
| 28. | "Next maburaho"                                                                                         | 0:23 |
| Tổng thời lượng:                                                                                        | Tổng thời lượng:                                                                                        | 43:17                                                                                                   |

| WOWOW Anime "Maburaho" Original Soundtrack Vol.2 (WOWOWアニメーション「まぶらほ」オリジナルサウンドトラックVol.2) | WOWOW Anime "Maburaho" Original Soundtrack Vol.2 (WOWOWアニメーション「まぶらほ」オリジナルサウンドトラックVol.2) | WOWOW Anime "Maburaho" Original Soundtrack Vol.2 (WOWOWアニメーション「まぶらほ」オリジナルサウンドトラックVol.2) |
| STT | Nhan đề | Thời lượng |
| --- | --- | --- |
| 1. | "I'm here ～ Whatever do for you"                                                                                 | 2:23 |
| 2. | "I don't wanna lose you"                                                                                          | 2:16 |
| 3. | "Koi wa Iya Iya (恋はイヤイヤ)"                                                                                   | 3:02 |
| 4. | "Is this a dream?"                                                                                                | 1:39 |
| 5. | "I'd be a ghost"                                                                                                  | 0:53 |
| 6. | "Heavy!" | 1:50 |
| 7. | "Ghost mania - theme of shino"                                                                                    | 2:47 |
| 8. | "Nothing to do for you"                                                                                           | 2:16 |
| 9. | "Samurai spirit ～ Serious fight"                                                                                 | 2:34 |
| 10. | "Memory of brother"                                                                                               | 1:52 |
| 11. | "Good morning" | 1:28 |
| 12. | "Good fellows" | 1:31 |
| 13. | "Out break - theme of 2B"                                                                                         | 1:36 |
| 14. | "Spy game" | 1:28 |
| 15. | "Training days"                                                                                                   | 1:59 |
| 16. | "Big game" | 1:26 |
| 17. | "Very nice day"                                                                                                   | 1:41 |
| 18. | "Whats am i?" | 1:59 |
| 19. | "Anyone comes" | 0:59 |
| 20. | "Haunted house"                                                                                                   | 1:38 |
| 21. | "Fight again" | 1:17 |
| 22. | "Meet again - theme of chihaya 2"                                                                                 | 1:58 |
| 23. | "Something happy"                                                                                                 | 1:39 |
| 24. | "Dangerous" | 2:12 |
| 25. | "Perfect ghost"                                                                                                   | 1:38 |
| 26. | "Power of love - theme of kazuki"                                                                                 | 2:37 |
| 27. | "Ordinary days"                                                                                                   | 1:21 |
| 28. | "Help!" | 1:32 |
| Tổng thời lượng:                                                                                                  | Tổng thời lượng:                                                                                                  | 51:31 |

| WOWOW Anime "Maburaho" Character Single Series Vol.1 Miyama Yūna (WOWOWアニメーション「まぶらほ」 キャラクターシングルシリーズ Vol.1 宮間夕菜) | WOWOW Anime "Maburaho" Character Single Series Vol.1 Miyama Yūna (WOWOWアニメーション「まぶらほ」 キャラクターシングルシリーズ Vol.1 宮間夕菜) | WOWOW Anime "Maburaho" Character Single Series Vol.1 Miyama Yūna (WOWOWアニメーション「まぶらほ」 キャラクターシングルシリーズ Vol.1 宮間夕菜) |
| STT | Nhan đề | Thời lượng |
| --- | --- | --- |
| 1. | "Kimi no Soba ni (きみのそばに)" | 4:25 |
| 2. | "Drama "Yuuna to Kazuki no Honeymoon Daze" (ドラマ 「夕菜と和樹のハネムーンデイズ」)"                                                          | 8:45 |
| 3. | "Jealousy-theme of yuuna 3" | 1:41 |
| 4. | "Message From Nabatame Hitomi (メッセージ フロム 生天目 仁美)"                                                                                 | 2:11 |
| 5. | ""Kimi no Soba ni" (karaoke) (「君のそばに」 (カラオケ))"                                                                                      | 4:23 |
| Tổng thời lượng: | Tổng thời lượng: | 21:25 |

| WOWOW Anime "Maburaho" Character Single Series Vol.2 Kazatsubaki Kuriko (WOWOWアニメーション「まぶらほ」 キャラクターシングルシリーズ Vol.2 風椿玖里子) | WOWOW Anime "Maburaho" Character Single Series Vol.2 Kazatsubaki Kuriko (WOWOWアニメーション「まぶらほ」 キャラクターシングルシリーズ Vol.2 風椿玖里子) | WOWOW Anime "Maburaho" Character Single Series Vol.2 Kazatsubaki Kuriko (WOWOWアニメーション「まぶらほ」 キャラクターシングルシリーズ Vol.2 風椿玖里子) |
| STT | Nhan đề | Thời lượng |
| --- | --- | --- |
| 1. | "Kimi no Moto he (君のもとへ)" | 4:58 |
| 2. | "Drama "Kuriko to Kazuki no Honeymoon Days" (ドラマ 「玖里子と和樹のハネムーンデイズ」)"                                                                | 7:29 |
| 3. | "I want you - theme of kuriko 2" | 1:31 |
| 4. | "Message From Matsuoka Yuki (メッセージ フロム 松岡由貴)"                                                                                               | 2:49 |
| 5. | "Kimi no Moto he (Karaoke) (君のもとへ(カラオケ))" | 4:56 |
| Tổng thời lượng: | Tổng thời lượng: | 21:43 |

| WOWOW Anime "Maburaho" Character Single Series Vol.3 Kamishiro Rin (WOWOWアニメーション「まぶらほ」 キャラクターシングルシリーズVol.3 神城凜) | WOWOW Anime "Maburaho" Character Single Series Vol.3 Kamishiro Rin (WOWOWアニメーション「まぶらほ」 キャラクターシングルシリーズVol.3 神城凜) | WOWOW Anime "Maburaho" Character Single Series Vol.3 Kamishiro Rin (WOWOWアニメーション「まぶらほ」 キャラクターシングルシリーズVol.3 神城凜) |
| STT | Nhan đề | Thời lượng |
| --- | --- | --- |
| 1. | "Trance Beans" | 4:55 |
| 2. | "Drama "Rin to Kazuki no Honeymoon Days" (ドラマ 「凜と和樹のハネムーンデイズ」)"                                                             | 9:54 |
| 3. | "Samurai girl - theme of rin" | 2:02 |
| 4. | "Message From Inokuchi Yuka (メッセージ フロム 猪口 有佳)"                                                                                    | 3:10 |
| 5. | "Trance Beans (Karaoke) (Trance Beans(カラオケ))"                                                                                             | 4:52 |
| Tổng thời lượng: | Tổng thời lượng: | 24:53 |

| WOWOW Anime "Maburaho" The Greatest Hits! (WOWOWアニメーション「まぶらほ」 The Greatest Hits!) | WOWOW Anime "Maburaho" The Greatest Hits! (WOWOWアニメーション「まぶらほ」 The Greatest Hits!) | WOWOW Anime "Maburaho" The Greatest Hits! (WOWOWアニメーション「まぶらほ」 The Greatest Hits!) |
| STT                                                                                            | Nhan đề                                                                                        | Thời lượng                                                                                     |
| ---------------------------------------------------------------------------------------------- | ---------------------------------------------------------------------------------------------- | ---------------------------------------------------------------------------------------------- |
| 1.                                                                                             | "White Christmas"                                                                              | 3:07                                                                                           |
| 2.                                                                                             | "Koi no Mahou (恋のマホウ)"                                                                    | 3:57                                                                                           |
| 3.                                                                                             | "Koi wa Iya Iya (恋はイヤイヤ)"                                                                | 3:04                                                                                           |
| 4.                                                                                             | "We'd get there someday"                                                                       | 4:39                                                                                           |
| 5.                                                                                             | "Kimi no Soba ni (きみのそばに)"                                                               | 4:26                                                                                           |
| 6.                                                                                             | "Kimi no Moto he (君のもとへ)"                                                                 | 4:59                                                                                           |
| 7.                                                                                             | "Trance Beans"                                                                                 | 4:54                                                                                           |
| 8.                                                                                             | "We'd get there someday"                                                                       | 4:41                                                                                           |
| 9.                                                                                             | "Silent Snow"                                                                                  | 5:43                                                                                           |
| Tổng thời lượng:                                                                               | Tổng thời lượng:                                                                               | 39:30                                                                                          |